# ピクーダ (潜水艦)
ピクーダ (USS Picuda, SS-382) は、アメリカ海軍の潜水艦。バラオ級潜水艦の一隻。艦名はカリブ海および大西洋に生息する大型のカマス科の総称を指すカリブ海沿岸諸国でのスペイン語名に因んで命名された。

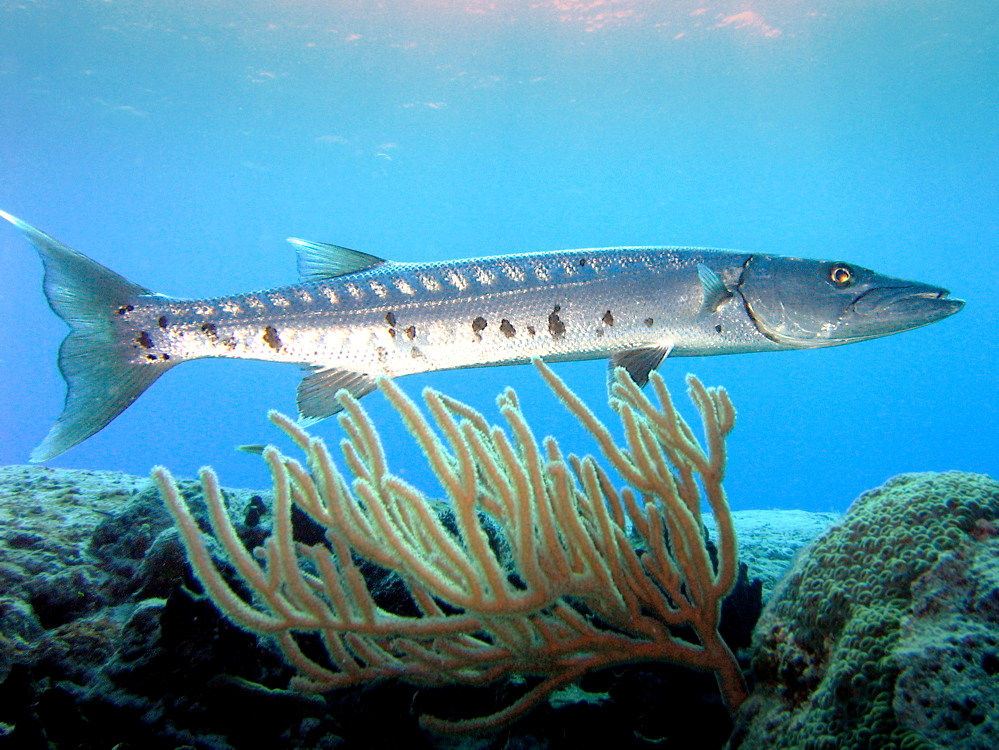
オニカマス（プエルトリコでの名称Picuda brava）

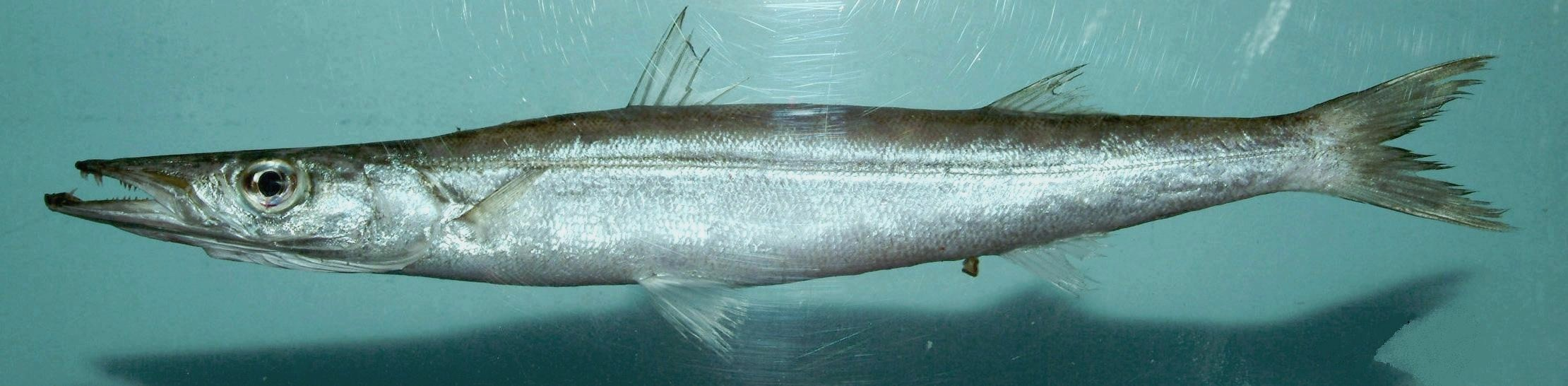
ガチャンチェ・バラクーダ（プエルトリコでの名称Picuda parda）

## 艦歴
SS-382 は当初オービスポ (USS Obispo) （アカエイの一種）の艦名で、1943年3月15日にメイン州キタリーのポーツマス海軍造船所で起工した。1943年7月12日にロバート・H・イングリッシュの夫人によって命名、進水し、1942年9月24日にピクーダと改名される。1943年10月16日に艦長アルバート・レイボーン少佐（アナポリス1934年組）の指揮下就役する。
就役後はポーツマスで艤装が行われ、11月18日に作業が完了すると公試に出航する。12月14日から16日にかけてロードアイランド州ニューポート沖で魚雷発射管の公試が行われ、続いてコネチカット州ニューロンドンに移動し最終訓練および演習が行われた。1944年1月1日にニューロンドンを出航し、1月13日にパナマ運河地帯のバルボアで太平洋艦隊に合流、1月27日に真珠湾に到着し、太平洋艦隊潜水艦部隊、第20潜水戦隊第201潜水分艦隊に配属された。

### 第1、第2の哨戒 1944年2月 - 6月
2月17日、ピクーダは最初の哨戒でカロリン諸島方面に向かった。2月29日にトラック諸島からそう離れていない哨戒海域に到着。
3月2日、ピクーダは北緯06度22分 東経148度27分 / 北緯6.367度 東経148.450度の地点で、護衛艦からの15発の爆雷を避けながら、元特設砲艦「新京丸」（大連汽船、5,139トン）を撃沈。3月18日、ピクーダはサイパン島とパラオ間の航路に哨戒海域を移動。その日の午後、ピクーダは大型タンカーに魚雷を命中させたが、駆逐艦の存在もあり最終的には逃げられた。
3月19日深夜、ピクーダは北緯10度09分 東経138度10分 / 北緯10.150度 東経138.167度の地点で「豊光丸」（日魯漁業、1,521トン）に魚雷を2本命中させて撃沈した。
3月30日、ピクーダはグアム南東海域で2隻の駆逐艦に護衛された2隻の貨物船を発見し、船団中最も大きい「あとらんちっく丸」（大阪商船、5,872トン）に向けて魚雷を5本発射。最初の命中で「あとらんちっく丸」を航行不能に陥らせ、2本目が船尾に命中すると、「あとらんちっく丸」は転覆して沈んでいった。駆逐艦は26発の爆雷を投下したが動じなかった。ピクーダは魚雷を1本だけ残して哨区から引き揚げた。4月5日、ピクーダは49日間の行動を終えてミッドウェー島に帰投。改装の後、4月28日から30日にかけて訓練に従事した。

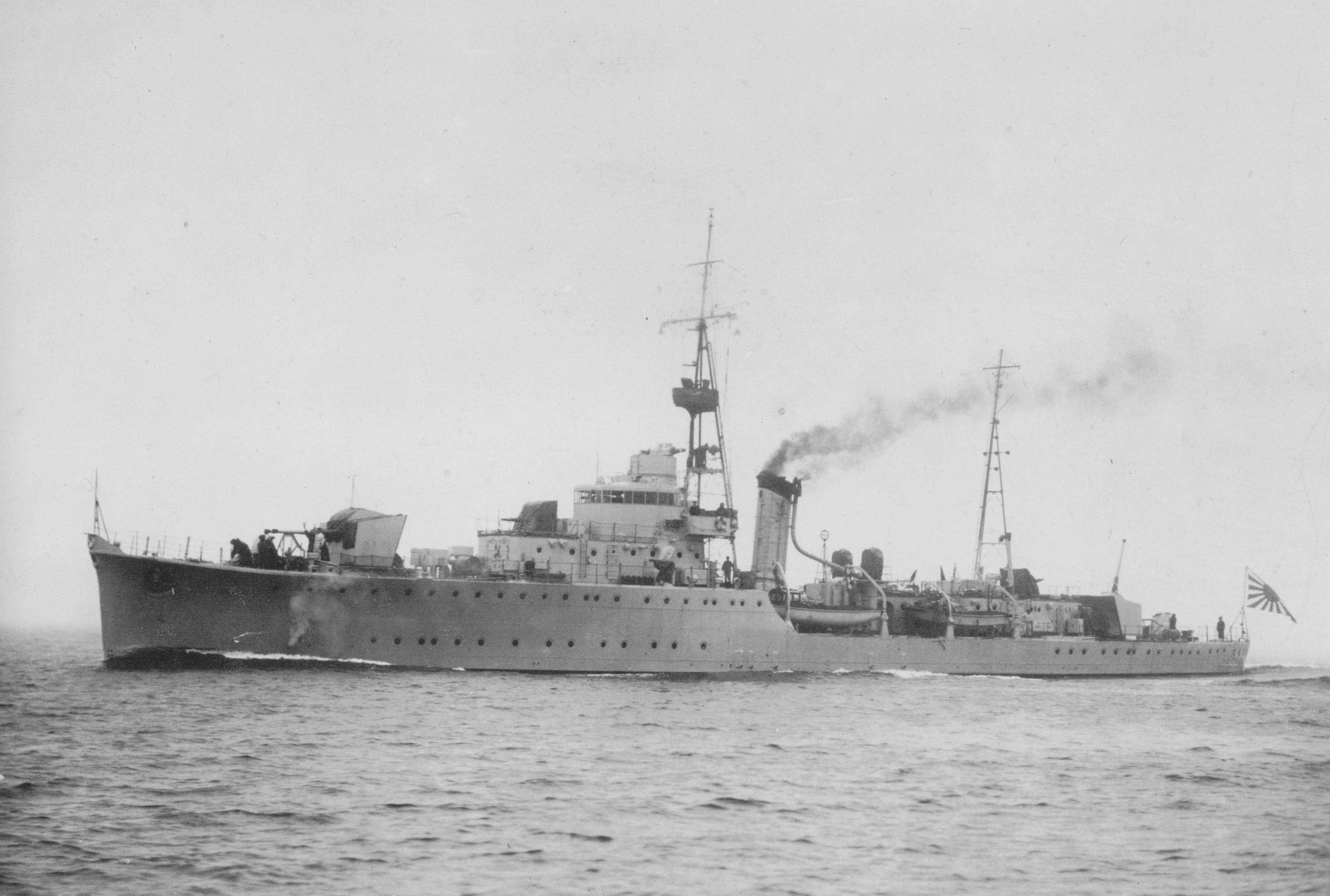
砲艦「橋立」（1940年）

5月4日、ピクーダは2回目の哨戒で「パーチ」 (USS Perch, SS-313)「ピート」 (USS Peto, SS-265) とウルフパックを構成しルソン海峡および台湾海峡方面に向かった。5月20日、ピクーダは香港から高雄に向かう88船団を発見。しかし、護衛の砲艦「橋立」、敷設特務艇「円島」が先制の爆雷攻撃を行い、いくつかの爆雷がピクーダの司令塔のそばと艦尾至近で爆発。このため、ピクーダは横倒しになりつつ前のめりの体勢で沈んで行き、油圧系統に損傷を負った。しかしピクーダはこの爆雷攻撃に持ちこたえ、修理ののち2日後の5月22日に北緯21度18分 東経117度12分 / 北緯21.300度 東経117.200度の地点で再び橋立と交戦。魚雷4本を発射して橋立に命中させて撃沈。さらに「筑波丸」（東亜海運、3,171トン）にも魚雷を命中させ、筑波丸は後日、アメリカ陸軍航空隊の爆撃機により撃沈された。
6月2日には台湾の沿岸を航行する輸送船団を発見。ピクーダはパーチとピートにこの船団に関する情報を送信した後、2隻の護衛艦の間をすり抜けてタンカーを攻撃。全ての護衛艦がピクーダに向かいつつあったとき、3つの命中音が聞こえた。ピクーダは四方八方から降り注ぐ爆雷を巧みに避け、被害を受けなかった。その後はバタン諸島から台湾沿岸に沿って南西諸島方面を経て父島近海を哨戒した。6月22日にミッドウェー島に寄港。6月27日、ピクーダは54日間の行動を終えて真珠湾に帰投。艦長がグレン・R・ドナホ（アナポリス1927年組）に代わった。

### 第3、第4の哨戒 1944年7月 - 12月

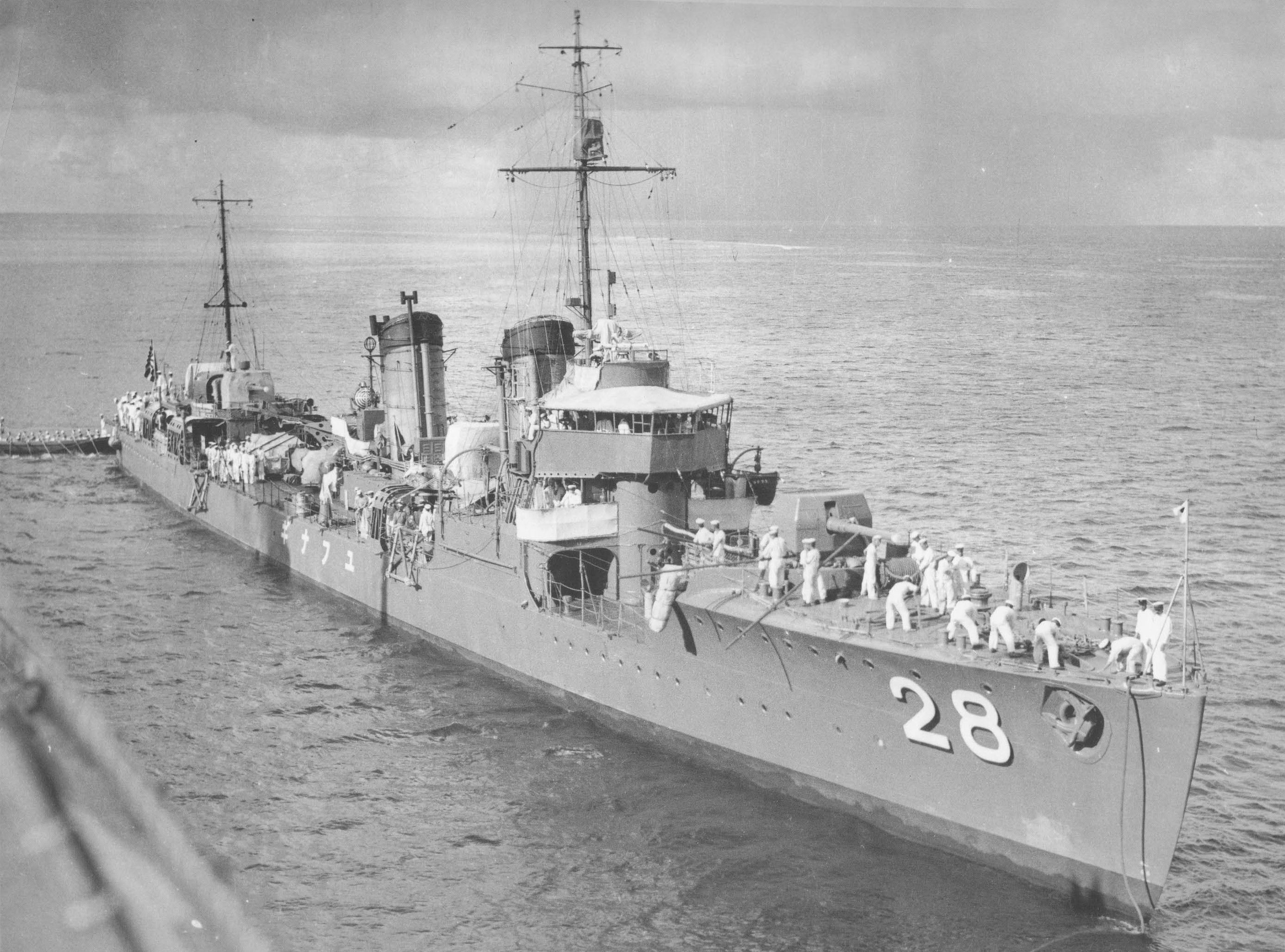
駆逐艦「夕凪」（1936年）

7月23日、ピクーダは3回目の哨戒で「スペードフィッシュ」 (USS Spadefish, SS-411)、「レッドフィッシュ」 (USS Redfish, SS-395) とウルフパックを構成しルソン海峡方面に向かった。
8月25日、ピクーダ以下のウルフパックは北緯18度42分 東経120度49分 / 北緯18.700度 東経120.817度のルソン島北岸マイライラ岬近海でタマ24船団を発見。10時22分、ピクーダは「光徳丸」（大光商船、1,943トン）に向けて魚雷を6本発射し、うち1本が命中して光徳丸は10時24分に沈没していった。これを見た護衛の駆逐艦「夕凪」が対潜水掃討に向かう。向かってくる夕凪に対してピクーダは魚雷を発射し艦橋後部左舷に命中させ、夕凪は10時35分に沈没した。
9月16日には、北緯21度27分 東経121度25分 / 北緯21.450度 東経121.417度の地点でミ14船団を発見。「徳島丸」（日本郵船、5,975トン）に向けて魚雷を4本発射し、うち2本が徳島丸の左舷に命中して沈没していった。直後にレッドフィッシュも、徳島丸爆発の影響で損傷したタンカー「第二小倉丸」（日本油槽船、7,311トン）を撃沈した。9月21日にもバタン諸島を縫うように南下中のタマ26船団を発見。ピクーダは「淡路丸」（日本郵船、1,948トン）を撃沈し、レッドフィッシュは「瑞穂丸」（大阪商船、8,506トン）を撃沈した。この後、ピクーダは「バーブ」 (USS Barb, SS-220)、「クイーンフィッシュ」 (USS Queenfish, SS-393) と会合し、ともに帰投することとした。10月3日、ピクーダは66日間の行動を終えてマジュロに帰投。艦長がエヴァン・T・シェパード（アナポリス1935年組）に代わった。
10月27日、ピクーダは4回目の哨戒で「バーブ」「クイーンフィッシュ」とウルフパックを構成し東シナ海および黄海方面に向かった。11月1日から2日にかけてサイパン島に寄港して燃料を補給し、ウルフパックは東シナ海と九州の間に到着した。11月17日夕方、ピクーダは北緯33度21分 東経124度42分 / 北緯33.350度 東経124.700度の済州島西方沖でヒ81船団を発見。18時15分に陸軍特殊船「摩耶山丸」（三井船舶、9,433トン）に魚雷2本を命中させて撃沈した。
11月23日には朝鮮海峡西方沖で2隻の護衛艦がついた別の輸送船団を発見し、「修洋丸」（東洋汽船、6,933トン）と「福寿丸」（岡田商船、5,293トン）を撃沈した。攻撃の6日後、ピクーダは哨戒海域を去った。12月2日、ピクーダは35日間の行動を終えてグアムのアプラ港に帰投した。

### 第5、第6の哨戒 1944年12月 - 1945年5月
12月29日、ピクーダは5回目の哨戒で再び「バーブ」「クイーンフィッシュ」とウルフパックを構成し東シナ海、台湾海峡方面に向かった。1945年1月7日昼ごろ、ピクーダは「バーブ」の情報に基づいて哨戒中に、北緯25度42分 東経121度14分 / 北緯25.700度 東経121.233度の地点でヒ87船団を発見。タンカー「宗像丸」（昭和タンカー、10,045トン）に魚雷2本を命中させ大破させた。翌1月8日午後、ピクーダはバーブから船団接触の報告を受け取り、4時間にわたって追跡したのち攻撃。ピクーダは3つの目標を選んで、それぞれに対して魚雷を発射。この攻撃では「明宝丸」（明治海運、2,857トン）、「久川丸」（川崎汽船、6,886トン）、「満珠丸」（日本油槽船、6,515トン）の3隻に損傷を与えたと判断された。しかし、護衛艦が640メートルにまで迫っているのを見て一時息を潜めた。ピクーダは次にバーブ、クイーンフィッシュとともにタンカー「彦島丸」（三菱汽船、2,854トン）を追いかけまわして痛めつけ、「彦島丸」は浅瀬に座礁した。攻撃後は、しばらく第38任務部隊（ジョン・S・マケイン・シニア中将）のための救助配置任務に就いた。
1月29日早朝、ピクーダは北緯14度32分 東経116度53分 / 北緯14.533度 東経116.883度の地点で雨中に少なくとも3隻の大型船があるのを確認し追跡。6時40分、ピクーダは船団に接近し、「くらいど丸」（南洋海運、5,497トン）に向けて魚雷を発射。2本命中したのをピクーダの当直士官が観測した。霧が晴れると、くらいど丸が煙と蒸気に包まれて沈んでいくのが見えた。この時、上空に水上偵察機を見つけたので、ピクーダはこれ以上の攻撃は諦めた。2月5日から6日にかけてサイパン島タナパグ港で補給。2月15日、ピクーダは48日間の行動を終えて真珠湾に帰投した。
3月15日、ピクーダは6回目の哨戒で日本近海および大陸沿岸部に向かった。3月29日にアプラ港で補給を行い、4月2日に紀伊水道沖の哨戒海域に到達。日本本土を空襲するB-29部隊支援のための救助配置任務に就いた。5月6日、僚艦「スキャバードフィッシュ」 (USS Scabbardfish, SS-397) と南西諸島沖で会合し、スキャバードフィッシュが救助していたB-29クルー5名を受け取った。5月10日にサイパン島に到着。クルーをおろし、第21爆撃司令部に送り届けた。潜水母艦「オリオン」 (USS Orion, AS-18) からの修理を受けた後、5月11日に出港。5月20日、ピクーダは63日間の行動を終えて真珠湾に帰投した。サンフランシスコを経由しパナマ運河を通過後、6月22日にポーツマス海軍造船所に到着。オーバーホール中に終戦を迎えた。
ピクーダは第二次世界大戦の戦功で6個の従軍星章を受章した。

### 戦後
ピクーダは大西洋艦隊、第20潜水戦隊第201潜水分艦隊に配属された。その後10月18日までポーツマス海軍造船所で広範囲オーバーホールが行われる。作業が完了すると10月31日にニューロンドンの潜水艦基地に移動し、潜水学校の訓練艦任務に当たる。11月21日にニューロンドンを出航、訓練巡航でフロリダ州キーウェスト、キューバのハバナを訪問した。11月26日にニューロンドンに帰還、11月16日すでに予備役艦隊ニューロンドングループ入りが命じられていた。ピクーダは12月12日にポーツマス海軍造船所に移動し、不活性化のための準備が始められた。1946年1月15日にピクーダは不活性化準備の停止を命じられ、第2艦隊へ合流、大西洋艦隊第8潜水戦隊第81潜水分艦隊へ配属された。
ピクーダはポーツマス海軍造船所で現役任務の準備を2月18日まで行い、翌日ニューロンドンの潜水艦基地へ移動した。ニューロンドングループの他の5隻の潜水艦と共に、ピクーダは同基地を2月25日に出航し、バルボアの潜水艦基地に向かう。任務後セント・トーマス島を経由して3月27日にニューロンドンに帰還した。ピクーダは3月27日、再びポーツマス海軍造船所に入渠し作業後9月19日にタグボートに曳航されてニューロンドンに戻った。ニューロンドンでピクーダは9月25日に予備役となった。
1952年後半に大西洋予備役艦隊ニューロンドングループに加えられ、シュノーケル改修のためポーツマス海軍造船所に曳航された。ピクーダは1953年6月19日に艦長テッド・N・スワイン少佐の指揮下再就役した。改修作業は8月24日に完了し、ピクーダはニューロンドン潜水艦基地に移動する。同基地で大西洋艦隊第12潜水戦隊第122潜水分艦隊に配属された。
ピクーダはバージニア州ノーフォーク、バハマのナッソーを経由して9月17日にキーウェストに到着した。同地で潜水艦修理訓練グループの訓練艦任務を命じられ、キーウェストを拠点として1959年9月まで活動する。ここでの任務にはキーウェスト作戦海域での通常訓練や、メキシコ湾の各港の訪問、キューバ、ジャマイカ、ハイチ海域への周期的な訓練巡航が含まれた。しかしながら、2度の特別巡航および2度の地中海配備でこの任務は中断された。最初の特別巡航は1954年4月24日から5月20日までノーフォーク沖で行われ、ピクーダは対潜水艦開発演習に参加した。第2の特別巡航は9月3日に始められ、北部ヨーロッパ海域および地中海で行われた。ピクーダは9月24日に北アイルランドのロンドンデリーに到着し、イギリス海軍艦艇との統合艦隊演習に参加、その後10月29日にジブラルタルに到着、第6艦隊の「ブライト・ボンファイア作戦」に参加する。11月14日にロンドンデリーに帰還し、イギリス海軍と共に対潜水艦攻撃および他の対潜作戦戦術訓練を再開した。11月25日にロンドンデリーを出航、12月11日にキーウェストでの訓練任務を再開した。ピクーダは1958年1月6日にキーウェストを出航、1月18日にジブラルタルに到着する。第6艦隊配備では「アセンデックス作戦 operation "ASCENDEX"」への参加や、スペインのパルマ・デ・マヨルカ、バルセロナ、イタリアのジェノヴァなどの訪問が含まれた。ピクーダは8月18日にジブラルタルを出航し、キューバおよびジャマイカ沖での駆逐艦との対潜演習を行い、10月11日にキーウェストに帰還した。
1958年10月13日から1959年3月12日までチャールストン海軍造船所でオーバーホールが行われた後、ピクーダはニューロンドン、ニューポート沖で短期の回復訓練を行う。1959年3月27日にキーウェストで以前の任務を再開し、6月1日に同港を出航、三度目の地中海配備に向かった。6月4日にノーフォークに到着、ジブラルタルには15日に到着した。今回の地中海での作戦活動にはイタリアのナポリ、ジェノヴァ、フランスのマルセイユ、ポルトガルのリスボン訪問が含まれた。ピクーダは8月26日にリスボンを出航し、キーウェストで訓練任務を再開した。
1961年、ピクーダはグアンタナモ湾を訪れ、その後チャールストン海軍造船所で5か月のオーバーホールが行われた。1962年はグアンタナモ湾を2度訪問し、その後南米大陸を周航、ブラジル、アルゼンチン、ウルグアイ、チリおよびペルーとの統合作戦に参加した。この作戦はキューバ危機の発生で終了し、ピクーダはキーウェストに帰還した。1963年の大半は母港キーウェストを拠点として活動し、グアンタナモ湾は1度訪れたのみであった。
1964年、ピクーダはキーウェスト沖の大西洋およびカリブ海で活動し、同年の後半にはフィラデルフィア海軍造船所でのオーバーホールが行われた。1965年にもグアンタナモ湾を訪問し、1966年には3度の地中海巡航で第6艦隊と活動、艦隊対潜水艦演習およびフランス、イタリア海軍と共にNATO軍演習に参加した。ピクーダは別のグアンタナモ湾訪問でその年を終えた。
1967年に北大西洋で行われたNATOの「クイック・パースーツ作戦 operation "Quick Pursuit,"」に参加中、ピクーダは乗員2名が海で行方不明となった。ピクーダはノルウェーのベルゲン、イングランドのポーツマスを訪問し、その後キーウェストに帰還した。

### スペイン海軍で
1972年10月1日、ピクーダはスペイン海軍に移管された。スペイン海軍では同国の潜水艦パイオニアであるナルシソ・モントリオルに因んで、ナルシソ・モントリオル (SPS Narciso Monturiol, S-33) と命名され就役した。ナルシソ・モントリオルは1974年11月18日にスペインによって完全に購入され、ピクーダは同日アメリカ海軍を除籍された。1975年、ナルシソ・モントリオルは機械的な不調により退役し、1977年4月30日にスペイン海軍を除籍された。ナルシソ・モントリオルの艦名はスペインがアメリカ海軍より購入したジャラオ (USS Jallao, SS-368) に引き継がれた。